# Salvatore Carcano

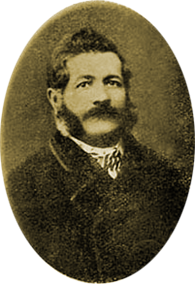
Salvatore Carcano.

Salvatore Carcano (11 de outubro de 1827 Robbiate, Itália — 1903 (76 anos) Turim, Itália), foi um inventor e armeiro italiano.
Ele projetou uma série de fuzis de fogo central por ação de ferrolho que ficaram conhecidos genericamente como "fuzis Carcano". Um dos modelos dessa série foi adotado pelo "Regio Esercito Italiano" durante a Segunda Guerra Mundial.

## Biografia
Salvatore Carcano nasceu perto da cidade industrializada de Varese no então austríaco Lombardo-Veneto, em uma família de renda modesta. Alistou-se como voluntário na artilharia lombarda em abril de 1848 durante a Primeira Guerra de Independência Italiana, após a vitória austríaca fugiu para Piemonte e foi admitido na artilharia da Sardenha como "Armeiro Cadete". Quando seu alistamento expirou em 1852, ele foi imediatamente contratado pela "Royal Arms Factory" em Turim, subindo rapidamente na hierarquia. Seu trabalho (incluindo máquinas projetadas por ele para o trabalho de precisão de peças de rifle), contribuindo para o esforço piemontês de preparação para a Guerra da Crimeia, rendeu-lhe uma medalha e um diploma em 1858.

Depois de viajar pela França e pela Suíça de 1862 a 1863 para adquirir e inspecionar maquinários, em 1868 ele se envolveu no projeto de um novo fuzil de retrocarga para o "Regio Esercito", que procurava converter seus estoques existentes do fuzil de antecarga "Fucile Mod. 1860" em um fuzil de agulha, pois não havia como projetar e construir uma nova arma a partir do zero por razões financeiras; Carcano' aplicou ao ferrolho "Doersch-Baumgarten" o mecanismo do "Dreyse", com resultados satisfatórios, rendendo inclusive um prêmio em dinheiro do Governo italiano.

O "Mod Fucile 1867", resultante foi assim adotado pelo exército italiano, até sua substituição pelo "Vetterli Mod. 1870".
Mais notavelmente, ele deu a contribuição decisiva para a realização do "Fucile Modello 1891"; ele acoplou seu próprio design de ferrolho, derivado daquele do Mod. 1867, ao clipe de carregador do tipo Mannlicher. Sua realização rendeu-lhe um novo prêmio em dinheiro.

Salvatore Carcano foi condecorado com uma Medalha pela primeira campanha de 1848, em 1878 foi concedida a comenda "Cavaleiro"; e em  1896, a comenda "Maurizio e Lazzaro", quando deixou o serviço, sendo promovido a patente de Oficial. Carcano se aposentou em 1896 e morreu em Turim em 1903.